# По кому подзвін
«По ко́му по́дзвін» (англ. For Whom the Bell Tolls) — роман американського письменника Ернеста Гемінґуея, опублікований 1940 року. У романі розповідається історія Роберта Джордана, американського добровольця в лавах республіканців під час Громадянської війни в Іспанії. Роман розцінюють як один з найкращих у доробку автора, він був кандидатом на Пулітцерівську премію 1941 року.
Гемінґуей написав «По кому подзвін» упродовж 1939 року, працюючи на Кубі, у Кі-Весті та Сан-Веллі, Айдахо. Працюючи над рукописом на Кубі, письменник мешкав у готелі Амбос-Мундос. Роботу над книгою було завершено в липні 1940 року, а в жовтні вона вийшла у видавництві Сини Чарльза Скрібнера тиражем 75 тис. примірників. Основою для роману став особистий досвід Хемінгуея, набутий, коли він працював в Іспанії журналістом. Роман одразу ж здобув популярність, став книгою місяця й був номінований на Пулітцерівську премію.
Назву роману Гемінґуей запозичив у Джона Донна, цитата з якого наведена в епіграфі, зокрема: «не посилай питати, по кому дзвонять, дзвонять по тобі».

## Сюжет
Роман яскраво зображує страхіття громадянської війни, як її бачить головний герой Роберт Джордан, молодий американський викладач іспанської мови, член Інтернаціональних бригад, що боролися проти фашистських сил генерала Франциско Франко. Досвідчений підривник Джордан отримав від радянського генерала наказ пробратися з загоном партизанів у ворожі тили й знищити міст, щоб затримати наступ супротивника. Серед партизанів Джордан зустрів Марію, молоду іспанку, чиє життя зруйнувала війна — фалангісти стратили її батьків і зґвалтували її саму. Сильне почуття обов'язку Роберта натикається на небажання командира партизан Пабло виконувати операцію, що може поставити під загрозу загін та його самого. Крім того, кохання до Марії пробудило в Робертові нову спрагу до життя. Втім, коли інший загін антифашистів на чолі з Ель Сордо потрапляє в оточення й гине, Пабло вирішує зрадити Джордана й викрадає у нього детонатор. Джордан, однак, відшукав спосіб детонувати динаміт, і Пабло повертається під враженням відданості американця справі. Хоча міст знищено, можливо, акція запізнилася й не завадить рухові ворожих військ, що робить зусилля партизан марними. Джордан отримав поранення. Знаючи, що він сповільнить відступ товаришів, Роберт прощається з Марією, переконавшись, що вона разом із іншими партизанами зможе вибратися. Він відмовляється від пропозиції іншого бійця бути застреленим, і залягає, долаючи біль і сподіваючись узяти з собою на той світ ворожого офіцера й декілька вояків. На цьому розповідь завершується.

## Персонажі
| Ім'я персонажа     | Короткий опис                                                                                       |
| ------------------ | --------------------------------------------------------------------------------------------------- |
| Роберт Джордан     | американський доброволець, спеціаліст-підривник                                                     |
| Ансельмо           | літній чоловік, поводир та мисливець, член загону Пабло                                             |
| Пабло              | командир партизанського загону, палкий противник Джордана                                           |
| Марія              | коханка Роберта, донька вбитих civiles республіканських діячів, прихищена загоном Пабло             |
| Рафаель            | циган, член загону Пабло                                                                            |
| Пілар              | дружина Пабло, циганка                                                                              |
| Аґустін            | затятий соромітник, член загону Пабло, таємно закоханий в Марію                                     |
| Фернандо           | гоноровий чолов'яга середніх років, член загону Пабло                                               |
| Андрес             | колишній тореадор, член загону Пабло                                                                |
| Еладіо             | брат Андреса, член загону Пабло                                                                     |
| Прімітіво          | непримітний член загону Пабло                                                                       |
| Ель Сордо(Глухар)  | командир партизанского загону                                                                       |
| Хоакін             | молодий партизан, друг Марії, член загону Ель Сордо                                                 |
| Карков             | впливовий радянський агент та кореспондент (прообраз — М. Кольцов)                                  |
| Генерал Ґольц      | генерал республіканської армії, командир Роберта Джордана                                           |
| Кашкін             | радянський спеціаліст-підривник, колишній побратим Джордана (на момент розгортання подій — мертвий) |
| Лейтенант Беррендо | франкістський офіцер                                                                                |

## Українські переклади
Український переклад роману здійснив Мар Пінчевський. Цей переклад увійшов до чотиритомного видання творів Хемінгуея, яке видавництво «Дніпро» здійснило 1981 року. 2018 року роман вийшов українською у «Видавництві Старого Лева» у перекладі Андрія Савенця.

## У музиці
Американський треш-метал гурт Metallica в 1984 році випускає альбом Ride The Lightning на якому присутня пісня For Whom the Bell Tolls. Вокаліст та ритм-гітарист Джеймс Гетфілд написав її після того, як до його рук потрапила книжка Хемінгуея. Текст пісні яскраво[джерело?] та лаконічно описує події представлені в книжці.

## Екранізації
1943 року роман було екранізовано студією Paramount Pictures з Ґері Купером та Інгрід Бергман у головних ролях. Фільм зняв Сем Вуд.